# Шумеры

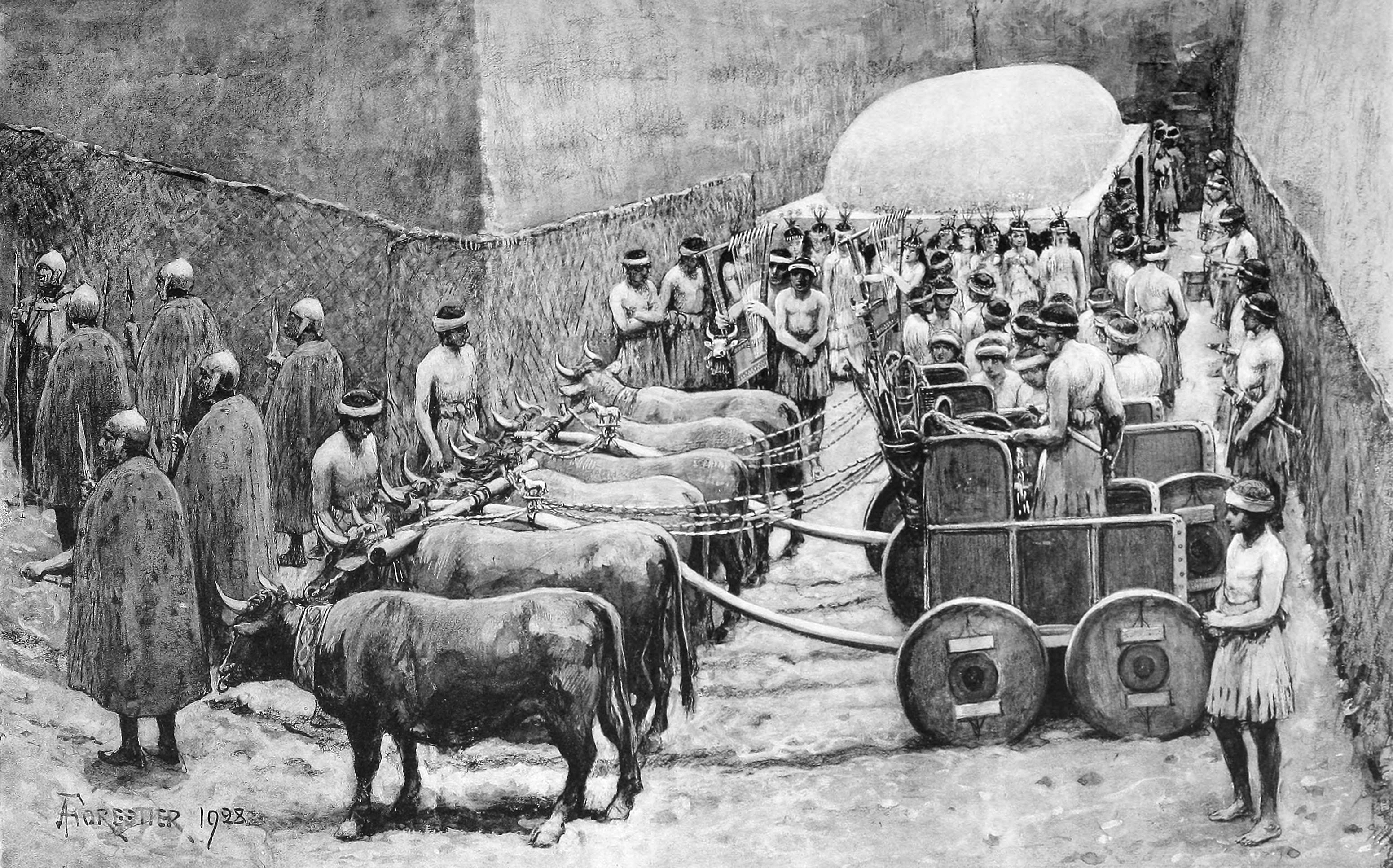
Реконструкция погребальной процессии из шахтовых захоронений шумерских правителей Ура (I династия). Представлены типичная одежда, вооружение, колесницы, музыкальные инструменты и украшения шумерских государств раннединастического периода

Шуме́ры (самоназвание: шум. sag-gig-ga — «черноголовые») — древнее население Южной Месопотамии (современный Ирак), говорившее на шумерском языке. С ними традиционно связывается возникновение цивилизации, появление письменности, первых городов и государств Древней Месопотамии.
Происхождение шумеров и родственные связи их языка не установлены.

## Название
Название «шумер» образовано от области Шумер («люди Шумера») и было введено исследователями середины XIX века для обозначения древнего несемитского населения Месопотамии; язык этого населения также получил название шумерского. Сами шумеры так себя не называли и заметно не отделяли от другого местного населения — семитоязычных аккадцев; оба народа имели единое самоназвание — «черноголовые» (шум. sag-gig-ga, аккад. ṣalmat qaqqadim), что в широком смысле означает «люди».

## История исследования
То, что шумеры существовали, было установлено в середине XIX века в процессе исследования аккадской (вавилоно-ассирийской) клинописи. Внимание исследователей привлекали странные, нечитаемые места в вавилоно-ассирийских текстах, которые некоторые исследователи (Ж. Галеви) считали жреческой тайнописью, а другие (Э. Хинкс, Г. Роулинсон) — надписями на неизвестном и несемитском языке. Носителей этого языка тогда обозначали разными именами — «халдеи» (У. К. Лофтус), «вавилонские скифы» (Г. Роулинсон), и, особенно часто, — «аккадцы» (Г. Роулинсон). Лишь в 1869 году Юлиус Опперт, опираясь на древний титул вавилонских царей — «царь Шумера и Аккада» (аккад. šar Šumeri u Akkadî), предложил именовать древнейшее несемитское население Месопотамии «шумерами», а их язык — «шумерским». Раскопки Эрнеста де Сарзека в конце 1870-х годов в Гирсу (Телло) осуществили археологическое открытие шумерской цивилизации. Находки двуязычных словарей на глиняных табличках позволили начать дешифровку шумерских надписей; в начале XX века Франсуа Тюро-Данжен создал современную систему транслитерации клинописи; возникли первые труды по шумерской грамматике — работы Пёбеля (1923) и Даймеля (1924). Одновременно археологи раскопали важнейшие города шумерской цивилизации — Ур (Л. Вулли), Урук (Ю. Йордан, А. Нёлдеке и др.), Киш (С. Лэнгдон), Эреду (Ф. Сафар, С. Ллойд) и др.; при этом И. Гельб предложил не включать в рамки шумерской культуры земли северной части Южной Месопотамии (вокруг Киша), выделяя их как особую семитскую цивилизацию Киша (названную по её важнейшему городу). В середине XX века были написаны фундаментальные труды А. Фалькенштейна и В. Кристиана по шумерскому языку. Обобщение шумерской лексики завершилось лишь в начале XXI века с изданием «Пенсильванского словаря шумерского языка».

## История

### Легендарные события
Согласно шумерским легендам, боги создали человечество из глины по своему подобию, не наделив его лишь бессмертием; назначение людей состояло в служении богам. Прародиной человечества (и шумеров, в частности) назван Дильмун — блаженная страна далеко на юге, за морем, не знающая смерти, болезней и старости, где даже животные не нападают друг на друга («Сказание об Энки и Нинхурсаг»). Мифологический Дильмун обладал чертами архетипичного Рая (вероятно прообраз библейского Эдема); в то же время в источниках известен реальный Дильмун — страна на островах Бахрейнского архипелага. Прибыв с Дильмуна, человечество расселилось в Месопотамии, где вело полудикий образ жизни; наставником (культурным героем) людей, приобщившим их к основам цивилизации, стал бог Энки — владыка подземных вод. Люди посвящали богам древнейшие храмы, вокруг которых возникали первые города. Древнейшим шумерским городом был Эреду — культовый центр Энки на крайнем юге Шумера у пресноводного «моря» Абзу. Именно туда, согласно «Царскому списку», впервые была ниспослана царственность с небес; первым правителем Шумера стал легендарный Алулим (шум. a2-lu-lim — «олень-самец»), правивший 28 800 лет. Он стал первым в череде легендарных царей «до Потопа», правивших Шумером фантастически долгие сроки; царственность при этом переходила в разные города (Бад-тибира, Ларак, Сиппар, Шуруппак). Последним «допотопным» царём страны был Зиусудра, энси Шуруппака (вероятно, прототип библейского Ноя); по указанию бога Энки он построил ковчег и пережил Потоп вместе со своей семьёй и животными, которых взял с собой. После Потопа Зиусудра и его жена восстановили человеческий род и единственными из людей получили бессмертие от богов. Первыми послепотопными правителями Месопотамии стали цари I династии Киша, основатель которой, Этана, летал на небеса за «травой рождения» на спине гигантского орла («Миф об Этане»).
Исследователи пришли к выводу, что единая мифологическая канва шумерских легенд — порождение сравнительно поздней эпохи III династии Ура (XXII—XXI века до н. э.); в более ранних шумерских источниках единство представлений о древнейших временах отсутствует. Предположение о прародине шумеров на острове Дильмун археологически не подтвердилось: соответствующие находки в Бахрейне моложе месопотамских. Месопотамская традиция, связывающая возникновение городов вокруг храмов, имеет реальную основу; в частности, ещё в убейдскую эпоху Эреду мог быть важнейшим культовым центром и протогородом. Раскопки Эреду дали материал, позволяющий считать этот город древнейшим в Южной Месопотамии, однако последующие исследования Ура и других городов Шумера значительно удревнили их возраст, приблизив к возрасту Эреду. В основу представлений о Потопе могли лечь отголоски воспоминаний о масштабных доисторических наводнениях, следы которых обнаружены археологами в нижних слоях Ура, Киша и других городов; однако эти наводнения происходили в разное время, последнее крупное — на рубеже доисторического периода Джемдет-Наср и исторического раннединастического периода. Вероятно, именно с периодом Джемдет-Наср может быть увязано правление легендарных царей «до Потопа», однако другая часть исследователей полностью отрицает их историчность; имена «допотопных» царей, за исключением Зиусудры, нигде, кроме «Царского списка», не встречаются. Наконец, доказано, что представленная в «Царском списке» стройная последовательность единых правителей Шумера и Аккада от «допотопных» царей — результат идеологической обработки исторических источников в интересах III династии Ура: из других источников хорошо известно, что многие династии «Царского списка» правили не последовательно, а одновременно, и прочного политического единства в Южной Месопотамии изначально не существовало.

### Древнейшая история
Древнейшие находки на коренной территории шумерской цивилизации — в Нижней (Южной) Месопотамии, относятся к убейдскому периоду (6—5-е тысячелетия до н. э.). Современные исследователи предполагают, что среди носителей убейдской культуры или даже среди гипотетических доубейдских аборигенов Юга могли находиться предки шумеров. Ещё в середине XX века Б. Ландсбергер указал на заимствование в шумерском языке культурных терминов, без которых носители древнейших шумерских диалектов предстают примитивными обитателями тростниковых болот. К началу исторической эпохи разнородные этнические элементы Нижней Месопотамии могли слиться в условную этноязыковую общность, обозначаемую в исторических трудах термином «шумеры»; при этом особого самоназвания, отличающего их от других древнейших обитателей Месопотамии, шумеры не имели: этническое деление в современном понимании тогда отсутствовало. Убейдское общество было основано на высокопродуктивном ирригационном земледелии, что позволило ему выйти на передовые позиции в развитии на всём Ближнем Востоке (убейдская «ойкумена»). К концу убейдского периода в Нижней Месопотамии появляются первые храмы и протогорода (Эреду), формируются предшественники неких территориальных структур и ирригационных систем.
В урукский период (середина 4-го тысячелетия до н. э.) складываются основы шумерской цивилизации (урбанистическая революция): возникают древнейшие города (Урук), развивается сложное искусство, гончарное ремесло, обмен. Храмы приобретают монументальный облик, их система управления, социальная роль и хозяйство усложняются; для нужд последнего изобретается усовершенствованная система учёта — письменность: пиктографическое письмо, предшественник исторической клинописи. Структура этих рисуночных надписей отражает особенности шумерского языка; на этом основании считается установленным присутствие шумеров в Месопотамии в урукский период. С этим же временем исследователи начала XX века связывали гипотетическое прибытие шумеров с загадочной прародины.
В период Джемдет-Наср (конец 4-го — начало 3-го тысячелетия до н. э.) продолжался процесс формирования цивилизации в Южной Месопотамии. Развитие экономики и социальных институтов способствовало формированию предполитических образований в виде территориальных структур, так называемых «номов» — предшественников городов-государств Шумера. Накануне исторической эпохи в зоне шумерской цивилизации уже могли существовать подобные общины с центрами в (прото-)городах: Урук, Ур, Киш, Лагаш, Джемдет-Наср и Телль-Укайр (совместно), Ниппур, Шуруппак, Умма, Сиппар,
Эшнунна, Абу-Салабих, Адаб, Ларак, и Акшак. Важную административную роль в таких территориальных общинах могли играть храмы; развитие храмовых хозяйств привело к появлению первых архивов табличек учёта, расширению межрегиональных торговых связей, совершенствованию ремесла и его стандартизации на обширной территории, развитию ирригационной сети и т. д. В храмовой среде формировалась и значительная часть управленческой элиты, о чём свидетельствует жреческий характер ряда титулов шумерских правителей (эн, энси). В период Джемдет-Наср появились первые изображения лидеров — «вождей-жрецов». Выделение элиты сопровождалось завоевательными походами в соседние страны, прежде всего в горную страну Элам: древнейший иероглиф, обозначавший раба, трактуется как «человек гор, чужак». Вероятно, возникли и первые династии шумерских правителей, смутные воспоминания о которых могли отразиться в легендах о «допотопных» царях. К концу периода Джемдет-Наср относятся следы масштабного наводнения, воспоминания о котором частично легли в основу шумерского мифа о Потопе. Совпавшие с этим изменения в материальной культуре в начале XX века интерпретировались как свидетельства вторжения нового населения — восточных семитов (предков акка́дцев); однако обстоятельства и время появления последних в Месопотамии остаются неясными.

### Раннединастический период
В раннединастический период (XXVIII—XXIV века до н. э.) завершилась урбанистическая революция: архаичные территориальные общины («номы») предшествующего времени превратились в древнейшие города-государства с обособленной элитой, царской властью, войском, развитой культурой и т. д. Важнейшим культовым центром шумерской цивилизации был Ниппур, где находился Экур — храм верховного шумерского бога Энлиля. Вокруг Ниппура мог существовать некий культовый союз шумерских племён: само слово «Шумер», как считается, изначально было именем поселения в районе Ниппура, но после распространилось на обширную область к югу от этого города — южную часть Нижней Месопотамии. В научной литературе Шумером зачастую называют всю Нижнюю Месопотамию — как область распространения шумерского языка и культуры.
В раннединастический период шумеры безусловно доминировали лишь на юге Нижней Месопотамии — в одноимённой области Шумер (шум. Киэнги), в то время на севере Нижней Месопотамии — в будущей области Аккад (шум. Киури) население было смешанным (шумеро-аккадским). Важнейшими городами-государствами Юга (собственно Шумера) были: Ур и Урук, на Севере (будущий Аккад) — Киш; граница между двумя областями проходила выше Ниппура. Обособленное положение занимала область государства Лагаш на реке Тигр (тяготела к Шумеру) и долина реки Диялы (Эшнунна и др., тяготела к Аккаду). Шумеры и аккадцы имели единое самоназвание — «черноголовые» (в широком смысле — «люди») и отчётливо не отличали друг друга; вместо этнического принципа доминировало деление по городским общинам («люди города Ура», «люди Киша» и т. д.); к чужакам относили прежде всего людей другого образа жизни, как правило — выходцев из соседних гор. Города-государства боролись за гегемонию в своих областях, а со временем — и в рамках всей Нижней Месопотамии; несмотря на это централизованное государство деспотического типа в раннединастической Месопотамии так и не сложилось. Наиболее прочные позиции царская власть имела на Севере, в то время как в собственно Шумере и примыкавшем к нему Лагаше сложились олигархические режимы, ограничивавшие власть местных правителей.

#### Этап РД I
Царская власть впервые прочно обособилась на севере Нижней Месопотамии — в Кише, лидеры которого закрепили за собой титул лугаль (букв.: «большой человек», собственно царь) — правителя с широкими военными полномочиями. Основателем I династии Киша считался герой Эта́на, летавший на небо на спине гигантского орла, чтобы получить там «траву рождения» (см. «Миф об Этане»). Согласно письменной традиции, цари I династии Киша властвовали над шумерскими городами несколько десятков тысяч лет; владычество Киша сопровождалось принуждением жителей покорённых городов к ирригационным работам в пользу этого государства. Совершались грабительские походы в соседние страны, прежде всего в Элам, на пути в которой найдена надпись кишского лугаля Энмебараге́си — древнейшая царская надпись из Месопотамии. На юге Нижней Месопотамии, в области Шумер, имел место подъём города-государства Ур (так называемый «период архаического Ура»), фиксируемый лишь археологически. В соседнем с Уром Уруке в это время могли править полулегендарные правители местной I династии — Энмерка́р и Лугальба́нда, с которыми связаны сказания о взаимоотношениях с далёкой страной Араттой, откуда в Шумер поставлялся камень лазурит. В конце РД I правитель Урука Гильгамеш поразил кишского царя А́ггу; доминирование Киша в Шумере закончилось, «царственность» перешла к Уруку.

#### Этап РД II
Это время связывается с доминированием («царственностью») в Шумере государства Урук, где правил полулегендарный правитель Ги́льгаме́ш (шум. Би́льгамес) и его потомки (I династия Урука); этапом РД II датируют возведение «стены Гильгамеша» в Уруке. Надёжных данных о политической истории этого времени нет. В конце РД II согласно стандартной формуле «Царского списка», Урук был повержен оружием и «царственность» перешла в Ур.

#### Этап РД III
К концу раннединастического периода шумерские города-государства вступили в череду бесконечных войн за гегемонию; наибольшим влиянием в это время обладали государства: Ур, Урук, Лагаш, Киш, Акшак и Умма. Внутри этапа РД III выделяют два периода — РД IIIa (часто — период Фара) и РД IIIb.
В период Фара (РД IIIa) доминирующей силой в Шумере была I династия Ура, о чём свидетельствуют гробницы местного Царского некрополя («великие шахты смерти») с коллективными захоронениями свиты и богатыми дарами. Наивысшего могущества династия достигла в правление лугаля Месанепа́ды (ок. 2563—2524 год до н. э.), который дополнил свою гегемонию в Шумере титулом «лугаль Киша» (означал гегемонию на Севере, в Аккаде). В XXV веке до н. э. I династия Ура потерпела поражение от лагашского энси Эанатума, которому и уступила гегемонию.
В начале периода РД IIIb доминирующим шумерским государством был Лагаш, значительная часть внешнеполитической истории которого прошла в противоборстве с государством Умма из-за плодородной равнины Гуэден. Энси Эана́ту́м (ок. 2450—2425 годов до н. э.) нанёс поражение Умме (см. «Стела коршунов») и I династии Ура, захватил важнейшие города Шумера (Ур, Урук, Ларсу и др.) и главный город Аккада — Киш. Однако гегемония Лагаша оказалась эфемерной, многие города вскоре обрели независимость или попали под власть других государств. Между тем эн Урука Эншакуша́на (II династия) отторг у Лагаша Ур и некоторые другие города Шумера, а его преемник, эн Лугалькингенешду́ду распространил гегемонию на Аккад (объединил титулы «лугаль Киэнги» и «лугаль Киша»). В самом Лагаше обострение социальных противоречий привело к смещению энси Лугальа́нды и избранию Уруинимги́ны (или Урукагины, около 2319—2311 годов до н. э.), который провёл ряд реформ с целью «восстановления справедливости» (Законы Уруинмгины).
Политическая нестабильность нарастала, на гегемонию одновременно претендовали Ур и Урук (вероятно, единое Уро-Урукское государство), Лагаш, Адаб и Киш. Предполагается, что в условиях бесконечных разрушительных войн шумерская знать пошла на некий компромисс, сформировав своеобразную конфедерацию городов-государств, признававшую единого верховного правителя. На эту роль шумерские энси избрали жреца Лугальзагеси (ок. 2336—2311 годов до н. э.), правителя Уммы, который принял титулы лугаля Урука и «лугаля Страны» (то есть Шумера). Новое объединение охватило область Шумер, нанесло поражение Кишу и в ходе длительной войны разорило Лагаш, однако вскоре само было разгромлено молодым Аккадским царством.

### Аккадский период
Аккадское царство стало первым централизованным государством в истории Месопотамии; его основатель, Саргон Древний подчинил шумерские города и распространил власть на всю Месопотамию, а также соседние области Передней Азии. Аккад имел черты древневосточной деспотии, но отличался незрелостью политических институтов. Значительную часть его истории сотрясали мятежи и восстания, в которых особым упорством отличались олигархические городские общины Шумера. В ответ аккадские правители проводили политику террора; в частности, по надписям царя Римуша только во время его первого карательного похода в Шумер было убито 8400 и взято в плен более 11 тысяч человек; во время второго (включавшего также поход в Элам) умерщвлены были в общей сложности порядка 54 тысяч человек. Массовые убийства сопровождались разрушениями в городах, падением их политического значения и спадом шумерской культуры в целом (которая по своему характеру была городской). Аккадские цари отказались от титулов шумерских гегемонов, вводили новые, семитские по происхождению культы (Абы, Иштар, Нергала и др.); государственным языком в Месопотамии впервые стал аккадский, который стремительно вытеснял шумерский не только на официальном уровне, но и в быту. В XXII веке до н. э. Аккадская держава погибла из-за внутренних проблем и вторжений чужеземцев-кутиев, которые установили власть над Месопотамией.

### II династия Лагаша
В период владычества кутиев ведущую роль в Нижней Месопотамии играло государство Лагаш (II династия). Его правители были зависимы от кутиев, в интересах которых они осуществляли текущее управление и сбор дани; при этом сам Лагаш обладал значительной свободой действий в отношении других шумеро-аккадских городов. Наивысшего могущества II династия Лагаша достигла в правление энси Гудеа и его преемников; от этого времени дошли многочисленные тексты и надписи на шумерском языке, свидетельствующие о подъёме шумерской культуры (среднешумерский период). Надписи Гудеа свидетельствуют об активной строительной деятельности: восстановлении храмов, городов, ирригационных систем, возведении новых построек, украшении столицы лагашского государства — города Гирсу (Нгирсу); поддерживались широкие торговые связи. Ко времени II династии Лагаша относятся многочисленные литературные тексты на среднешумерском диалекте, также свидетельствующие о подъёме древней культуры.
Владычество кутиев в Месопотамии закончилось в XXII веке до н. э., когда рыбак Утухенгаль поднял восстание в Уруке и нанёс поражение вождю Тиригану. Новыми политическими центрами Месопотамии стали Урук и особенно Ур; прокутийский Лагаш был исключён из формировавшейся единой шумерской идеологической канвы, лагашские правители не упомянуты в «Царском списке».

### Период III династии Ура
Царство III династии Ура объединило области Шумер и Аккад (Шумеро-Аккадское царство). Его столица — Ур, издревле была важнейшим центром области Шумер, сами цари III династии возводили своё происхождение к легендарному Гильгамешу и активно покровительствовали шумерской культуре; шумерский язык вновь приобрел признаки государственного. От этого времени дошло подавляющее большинство памятников шумерской литературы: мифы о богах, сказания о героях, гимны, молитвы, любовная лирика и даже пословицы; тексты этого времени, выполненные новошумерским диалектом, читаются особенно хорошо и наиболее понятны. Столь бурное развитие шумерской культуры побудило исследователей назвать период III династии Ура «шумерским возрождением» (также — новошумерский период). Однако за этим внешним «ренессансом» мог скрываться обратный процесс: пика семитизации шумерского населения, вытеснения шумерского аккадским в разговорной речи. С крушением державы III династии Ура политика возрождения шумерской культуры потеряла основу и сама шумерская культура начала стремительно угасать.

### Упадок шумерской культуры
В XX веке до н. э. преемницей III династии Ура провозгласила себя I династия Исина; её правители продолжали использовать шумерский язык в официальных надписях, однако многие документы того времени составлялись на аккадском. Власть в Месопотамии захватывали семитоязычные амореи (сутии), не связанные с традиционными шумерскими элитами; в XVIII веке до н. э. Исин был захвачен аморейской Ларсой, а Ларса, в свою очередь, — аморейским Вавилоном, который в правление Хаммурапи вновь объединил Месопотамию в рамках очередной державы. Правители Вавилонского царства издавали законы уже на аккадском языке, который (в форме вавилонских диалектов) стал основным для всей Южной Месопотамии — Шумера и Аккада. Главные центры шумерской письменной культуры сохранялись в городах одноимённой области — Ниппуре, Уре, Уруке и др.; там действовала особая система школ — эдубба (шум. «дом табличек»). В правление вавилонского царя Самсуилуны в Шумере вспыхнуло крупное восстание; ответные действия царя привели к разорению местных городов (включая Ур и Урук) и спаду шумерской культуры. Около того же времени в болотистых низовьях Тигра и Евфрата возникло Приморское царство, захватившее также многие города Шумера; последний стал ареной борьбы между Вавилоном и Приморьем, что приводило к дальнейшему разорению шумерских центров. Около 1722 года до н. э. приморский царь Илиман захватил Ниппур — главный центр шумерской письменности и культуры; после отвоевания Ниппура вавилонянами местная школа уже не смогла восстановить своего значения и шумерский окончательно превратился в мёртвый язык. Попытки возродить шумерскую школу в Вавилоне оказались безуспешны; и хотя многие последующие века шумерский в Вавилонии оставался языком религии и науки, он был мёртвым, и сами вавилоняне с каждым веком понимали его всё хуже. Начиная с 2-го тысячелетия до н. э. для всего населения Южной Месопотамии — потомков шумеров и аккадцев — историки используют новое название — «вавилоняне»; при этом самоназвание этих людей («черноголовые», акк. цальмат-каккадим) осталось прежним. Название области Шумер также сохранилось в надписях и широко использовалось в титулах последующих правителей Месопотамии — вплоть до персидского завоевания.

## Физический облик

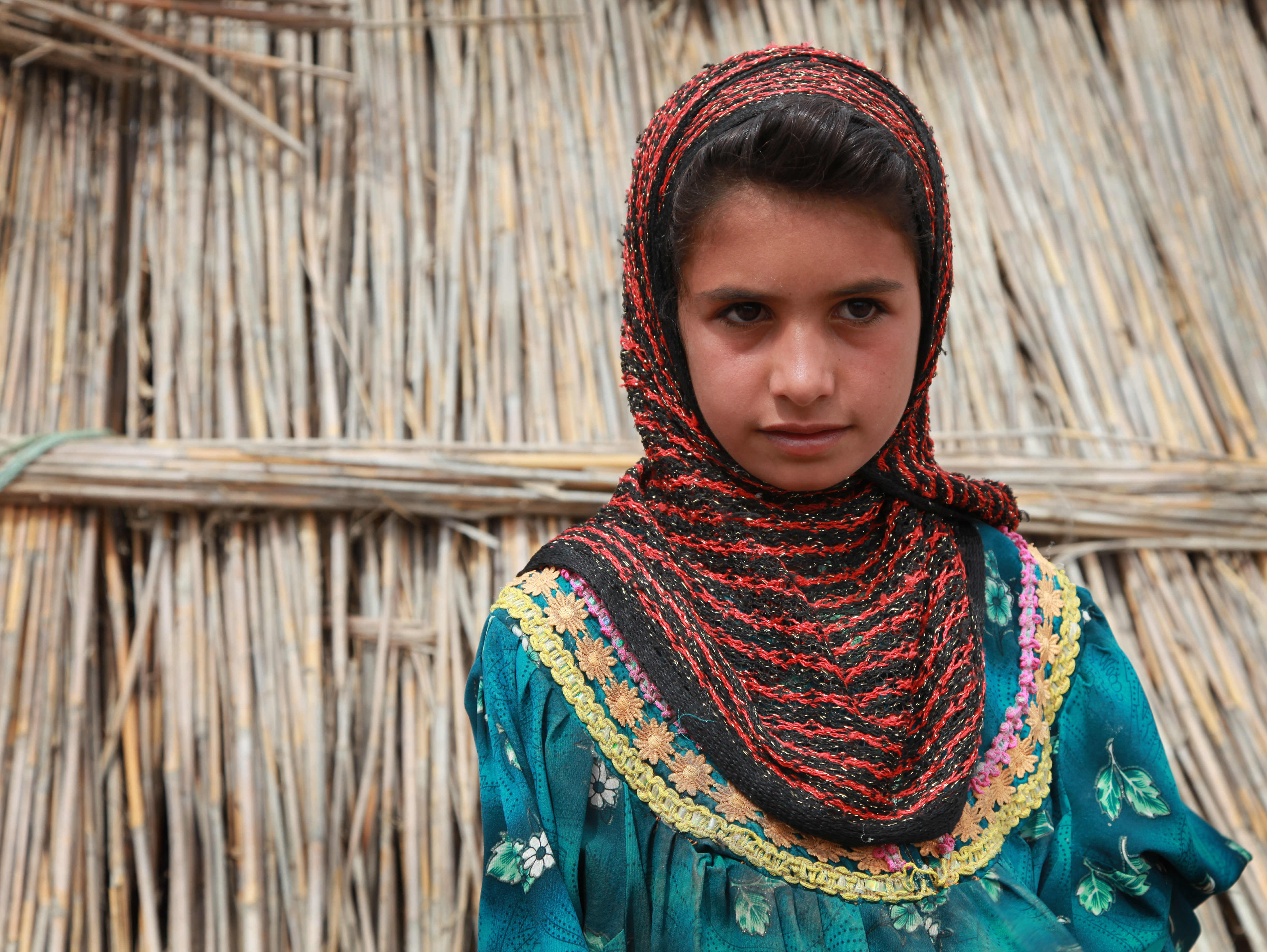
Физический облик современных жителей Южного Ирака. Девочка из племени мааданов.

В начале XX века высказывалось предположение об особом облике шумеров; в частности, выделить такие черты пытался Г. Франкофорт, опираясь на изображения раннединастического периода. Однако специфика эстетических и культовых представлений того времени (большие глаза и уши как знак мудрости и т. д.) лишали эти предположения надёжных оснований. В середине XX века были опубликованы результаты антропологических исследований костных останков из захоронений города Ура, начиная с убейдского времени и до 3-го тысячелетия включительно. Руководивший этими работами британский антрополог Артур Кит сделал вывод о постоянстве физического облика местных жителей и отнесении его к средиземноморскому типу европеоидной расы, типичному для современных арабов тех областей. «Если бы эти люди жили в наше время, — резюмировал А. Кит, — мы бы называли их арабами».

## Образ жизни. Быт
Шумеров часто описывают как обитателей заболоченных низовий Тигра и Евфрата, занимавшихся земледелием, скотоводством, ремеслом и рыболовством. Простейшим жилищем их были тростниковые хижины, материал для создания которых до сих пор в изобилии произрастает в Южном Ираке; сооружались также глинобитные постройки; важнейшие здания строили из сырцового кирпича. Землю Южной Месопотамии прорезали сети оросительных каналов, необходимых для ирригационного земледелия (основы экономики тех мест); для передвижения по воде использовались тростниковые ладьи, обмазанные природной смолой (битумом). Жаркий и влажный климат обуславливал минимум одежды, по изображениям протописьменного периода делается вывод, что рядовые жители того времени одежды не носили вовсе. На изображениях раннединастического периода люди носят типичную шумерскую одежду каунакес. Исследователи находят значительные сходства в образе жизни шумеров с бытом современных обитателей Южного Ирака — болотных арабов. Их тростниковые постройки напоминают сооружения, изображённые на артефактах протописьменного и раннединастического времени.

## Язык и письменность
Шумерский язык — агглютинативный, формы и производные слова в нём образуются путём присоединения однозначных аффиксов (в отличие от флективных языков, таких как русский, где аффиксы, как правило, многозначны). С точки зрения стратегии кодирования глагольных актантов, шумерский является эргативным языком, то есть в его грамматике доминирует не противопоставление субъекта и объекта, проводимое в языках номинативного строя, а противопоставление агенса (производителя действия) и пациенса (носителя действия).
Фонологию шумерского языка удалось реконструировать в самых общих чертах. Что касается его морфологии, имя делилось на классы, имело категории числа (1 единственное и 6 множественных), падежа (всего 9) и притяжательности. Глагол обладал категориями лица, числа, класса, вида, наклонения и ориентации. Имелось 12 наклонений. Обычный порядок слов в шумерском — SOV (подлежащее — дополнение — сказуемое). Известно о существовании двух диалектов: эме-гир и эме-саль.
Шумерская письменность претерпела эволюцию от полупиктографического письма, восходящего, согласно Дениз Шмандт-Бессера, к знакам учёта (известным на Ближнем Востоке ещё с 9-го тысячелетия до н. э.) до относительно упорядоченной клинописи.
После исчезновения шумерского языка из повседневного общения, он ещё долго использовался как язык богослужений и науки.

## Культура
Месопотамию наряду с Египтом называют первой цивилизацией в истории человечества. Создание цивилизации в самой Месопотамии традиционно связывается с шумерами, которым приписывается множество изобретений: колесо, письменность, ирригационная система, сельскохозяйственные орудия, гончарный круг и даже пивоварение (хотя доподлинно не известно, были ли эти напитки схожи по структуре с более поздними хмельными настойками). Шумерская культура доминировала на ранних этапах развития цивилизации Древней Месопотамии; через влияние последней она стала фундаментом развития культуры многих народов Ближнего Востока. Говоря о шумерской культуре, прежде всего подразумевают письменную культуру, созданную на соответствующем языке; большинство остальных аспектов культуры Древней Месопотамии (архитектура, изобразительное искусство и т. д.) имело единые черты, жёстко не связанные с тем кто был их носителями — шумеры, аккадцы или какой-то другой местный народ.

#### Шумерская литература
Шумерская литература составляет древнейший корпус литературных текстов в истории человечества. Большинство произведений было записано в эпоху III династии Ура, но восходит к сюжетам предшествующих эпох. Шумерские тексты разнообразны и включают сказания о богах и героях, гимны, заклинания, песни, плачи, любовную и свадебную лирику, сказки, пословицы и другие жанры.
Единого шумерского космогонического мифа не сформировалось. Представления о древнейших временах и сотворении людей передают разные сюжеты: «Энки и мировой порядок», «Энки и Нинмах», «Энки и Нинхурсаг», «Энки и Эриду», «Сотворение мотыги», «Энмеш и Энтен», «Овцы и Зёрна», шумерский «Миф о Потопе» и др. Представления о царстве мёртвых описывают мифы: «Нисхождение Инанны в нижний мир», «Энлиль и Нинлиль» и шумерская песнь «Гильгамеш и подземный мир». Из мифов, посвящённых другим богам, следует отметить мифы о детях Энлиля: боге луны Нанне (Сине) — «Путешествие Нанны в Ниппур», Нинурте — «Возвращение Нинурты в Ниппур», «Деяния и подвиги Нинурты» и богине любви и войны Инанне (Иштар) — «Миф об Инанне и Энки», «Инанна и Эбих», «Инанна и Шукаллетуда», «Инанна и Билулу» и уже упомянутый миф «Нисхождение Инанны в нижний мир». Серия мифов о супруге Инанны Думузи — «Думузи и Энкиду», «Путешествие Нанны в Ниппур», «Женитьба Думузи и Инанны», «Смерть Думузи», «Думузи и злые духи гала».
Среди героических сказаний особенно выделяется цикл мифов о легендарных правителях Урука — Лугальбанде, Энмеркаре и особенно — Гильгамеше, отдельные сказания о котором впоследствии были собраны вавилонскими жрецами в аккадский «Эпос о Гильгамеше».

### Архитектура и изобразительное искусство

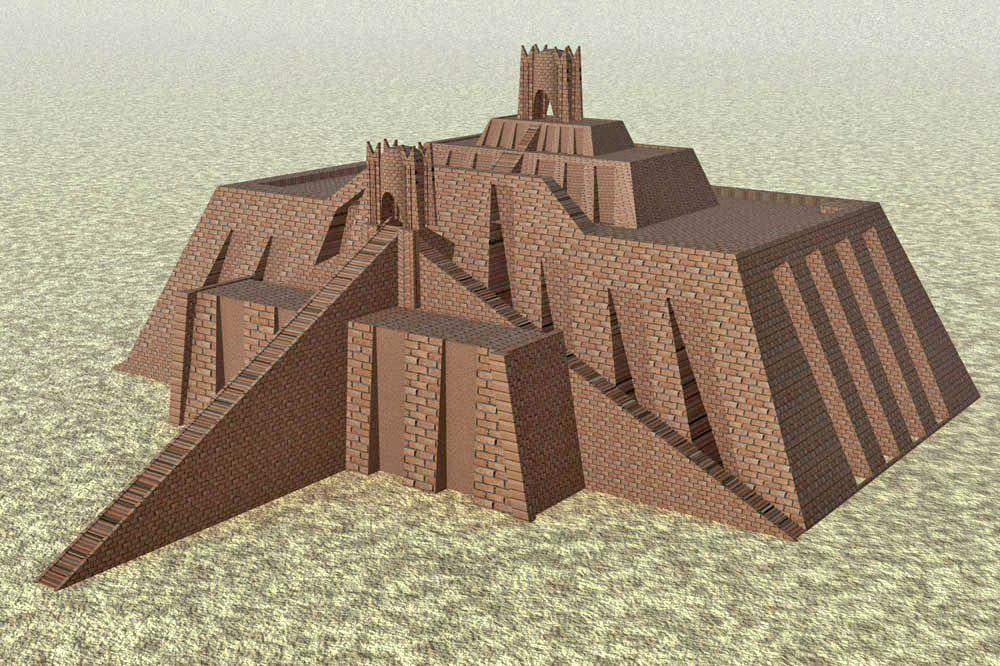
Зиккурат в Уре, около Насирии, Ирак

В Южной Месопотамии мало деревьев и камня, поэтому первыми строительными материалами стали глина, песок, солома и тростник, которых в долинах рек можно было найти в достатке. Из смеси глины, песка и соломы делали сырцовые кирпичи, смесь песка, ила и жидкой глины служила раствором. Для быстрого строительства жилых построек использовался тростник. Хижины из тростникового плетня стали древнейшим видом жилищ в Шумере и строятся до сих пор (мудхифы).
Основу архитектуры Южной Месопотамии составляют светские (дворцы) и религиозные (зиккураты) монументальные постройки и здания. Первые из дошедших до нас храмов относятся к 4—3-му тысячелетиям до н. э. Эти мощные культовые башни, называемые зиккуратами (ziggurat — святая гора), были квадратными и напоминали ступенчатую пирамиду. Ступени соединялись лестницами, по краю стены шёл ведущий к храму пандус. Стены окрашивались в чёрный (асфальт), белый (известь) и красный (кирпич) цвета.
Конструктивной особенностью монументального зодчества было идущее от 4-го тысячелетия до н. э. применение искусственно возведённых платформ, что объясняется, возможно, необходимостью изолировать здание от сырости почвы, увлажняемой разливами, и вместе с тем, вероятно, желанием сделать здание видимым со всех сторон. Другой характерной чертой, основанной на столь же древней традиции, была ломаная линия стены, образуемая выступами. Окна, когда они делались, помещались в верхней части стены и имели вид узких щелей. Здания освещались также через дверной проём и отверстие в крыше. Покрытия в основном были плоские, но известен был и свод.
Обнаруженные раскопками на юге Шумера жилые здания имели внутренний открытый двор, вокруг которого группировались крытые помещения. Эта планировка, соответствовавшая климатическим условиям страны, легла в основу и дворцовых построек южного Двуречья. В северной части Шумера обнаружены дома, которые вместо открытого двора имели центральную комнату с перекрытием.
Хотя шумеры оставили после себя огромное количество произведений искусства, самого этого понятия в их культуре, как и во всех народах периода до Древней Греции, не существовало, поскольку все предметы искусства имели определённые функции: мемориальную, культовую и прагматическую. Прагматическая функция состояла в демонстрации высокого социального статуса обладателя вещи, например, печати, культовая означала участие изделия в религиозных обрядах, а мемориальная функция означала, что изделие должно было напоминать потомкам об их предках, призывать чтить их деяния, приносить им жертвы и т. д. Эстетической функции у шумерских изделий не существовало.

### Религия и мифология

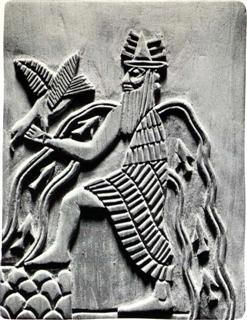
Бог Энки (Эа)

Шумеры поклонялись многочисленным богам, каждые из которых имели собственные святилища в тех или иных городах. Боги делились на небесных и хтонических; некоторые из них поочерёдно пребывали в двух мирах (ср. Умирающее божество). Изначально многие шумерские боги не имели конкретной «специализации», а лишь являлись покровителями того или иного «нома», города; со временем стал складываться единый шумерский пантеон в котором разным богам приписывались отдельные функции. Шумерские боги впоследствии отождествлялись с аккадскими; как следствие часто говорят о единой шумеро-аккадской мифологии. Несмотря на попытки унификации в период III династии Ура, полностью единой шумерской мифологической канвы не сложилось, происхождение мира по-разному описывается в разных местных традициях.
К древнейшим шумерским богам относился бог воды и мудрости Энки, следы культа которого фиксируются в Эреду ещё в убейдское время. В ранних мифах Энки выступал творцом мира, в дальнейшем — наставником первых людей, прибывших с Дильмуна. Энки предупредил Зиусудру о надвигающемся Всемирном Потопе и научил его как построить ковчег. Наиболее архаичным женским божеством в Шумере была так называемая «Богиня-мать», выступавшая под разными именами: Ки (шум. «земля»), Нинмах (шум. «Великая госпожа»), Дингирмах (шум. «Великая богиня»), Нинхурсаг (шум. «Владычица лесистой горы») и др.; она олицетворяла прежде всего производительные силы земли, её образ восходит к древнейшим верованиям Ближнего Востока. Противоположностью земле было небо, олицетворяемое богом Аном (шум. «небо»); в историческое время это было высшее пассивное божество, верховный судья, космоустроитель и «отец богов». Основным деятельным богом в мире людей и главным шумерским божеством в целом считался Энлиль (шум. «владыка дуновения») — бог ветра, сын Ана; его главное святилище Экур находилось в священном городе Ниппуре. Важнейшим женским божеством, воспринявшим часть функций богини-матери была Инанна, главным городом которой был Урук. Ур был городом лунного бога Нанны или Зуэ́на (шум. «владыка знаний»), Ларса — городом бога солнца Уту (шум. «солнце»). Ряд богов со приобрели ярко выраженные военные функции (боги-воители): Нинурта, Нингирсу, Забаба, Тишпак и др. Особую группу составляли хтонические божества: Эрешкигаль (владычица царства мёртвых), Ниназу (сын Эрешкигаль), Нингишзида и другие. Кроме того, в каждом «номе» сохранялся свой пантеон; например лагашский пантеон включал таких чисто локальных божеств как Нингирсу, Нанше и других. Помимо богов, шумеры верили в многочисленных духов и демонов — как охранительных, так и губительных.
Богам приносили жертвы — обычно продуктами, кровью жертвенных животных и т. д. Жертвы совершались перед изображением божества — статуей (идолам), располагавшейся внутри храма на особом постаменте, троне. Месопотамские храмы имели типичный трехчастный план и стены с контрфорсами. Шумеры считали, что боги создали людей из глины для служения себе, наделив людей разумом, но утаив от них бессмертие.

## Шумерская проблема
Происхождение шумеров и родственные связи их языка остаются неизвестными. Попытки выяснения этого составляют одну из сложнейших научных проблем, известную также как шумерская проблема или шумерский вопрос. Впервые он был сформулирован Ф. Вейсбахом в конце XIX века.

### Поиск родственных связей шумерского языка
Большинство исследований по шумерской проблеме лежат в области лингвистики и касаются поиска родственных связей шумерского языка. В течение XX и начала XXI века выдвигались разные гипотезы, связывавшие шумерский с подавляющим большинством языков Евразии, ни одна из которых не стала общепринятой; к числу новейших относится предположение об отдалённом родстве с енисейскими языками. Исследования осложняются двойным искажением шумерского языка: современные исследователи дешифровали через совершенно чуждый шумерскому аккадский язык, тоже мёртвый и, в свою очередь, реконструируемый. На сегодняшний день шумерский остаётся изолированным языком.

### Субстратная лексика в шумерском языке
В 1930-е годы Э. А. Шпейзер выдвинул гипотезу о нешумерском происхождении ряда древнейших месопотамских топонимов; в 1940-е годы эти идеи развил Б. Лансбергер. Исследователи предположили, что в древнейшие времена в Южной Месопотамии обитало некое население, из языка которого шумеры заимствовали ряд топонимов, гидронимов и «культурные термины» (в частности, названия профессий): baḫar «горшечник», tibira «кузнец», zulum «финик» и т. д.; этот исчезнувший язык получил название протоевфратского. Заимствование культурных терминов из протоевфратского лишало шумеров статуса создателей цивилизации; наоборот, предки шумеров представлялись примитивными аборигенами тростниковых болот Южной Месопотамии, которые подверглись мощному культурному влиянию неизвестных соседей и лишь спустя какое-то время получили преобладание в тех землях. Впоследствии И. Гельб и И. М. Дьяконов реконструировали ещё один пласт ранней нешумерской лексики, получивший название прототигридского или «бананового»: структура его слов (Инанна, Хувава, Бунене и др.) напоминала англ. banana. Появилась также гипотеза индоевропейского субстрата. В трудах XX века древнейшее население Месопотамии условно именовалось субареями.
Ещё в первой половине XX века критики субстратных гипотез указывали на то, что применительно к лексике «нешумерский» не обязательно означает «дошумерский»; впоследствии также были предложены альтернативные трактовки, возводящие этимологию «дошумерской» лексики к известным языковым группам (в частности, семитской); указывалось также на невозможность надёжных субстратных реконструкций на существующем уровне знаний о шумерском языке.

### Археология и геологические исследования
Долгое время (начиная с работ Ч. Т. Беке) было принято считать, что море покрывало всю Южную Месопотамию вплоть до района современной Самарры, и что заселение этой области происходило лишь в процессе постепенного отступления вод Персидского залива. Открытые Э. де Сарзеком и другими исследователями шумерские (раннединастические) находки оказались на тот момент древнейшими в Южной Месопотамии, на основании чего делался вывод о шумерах как первых обитателях тех мест, заселявших разбросанные острова среди отступающих вод залива. Находки демонстрировали развитый облик шумерской цивилизации, что должно было предполагать пришлый характер шумерского населения, наличия у него некоей прародины, откуда цивилизация была принесена в уже «готовом» виде. В 1920-е годы Л. Вулли открыл в Южной Месопотамии более раннюю («допотопную») культуру Убейда, но её облик был гораздо архаичнее раннединастических находок Шумера, что питало предположения о нешумерской принадлежности носителей этой традиции. Между тем, раскопки германской экспедиции позволили выявить ещё одну доисторическую фазу — урукскую, связывавшую две эпохи — Убейд и РД; её наступление сопровождалось значительными изменениями в материальной культуре Убейда, что могло свидетельствовать о приходе некоего нового населения. С открытием в урукских слоях древнейших образцов условно шумерской письменности, этим новым населением обычно стали считать шумеров. Так возникла традиционная точка зрения о прибытии шумеров откуда-то извне в самом начале урукского периода. В первой половине XX века исследователи искали «шумерскую прародину» в Аравии (У. К. Лофтус), Эламе (Г. Франкфорт, Э. Перкинс), Индии (связывали с Хараппской цивилизацией) и т. д.; ни одна из этих точек зрения не получила надёжного фактического обоснования.
В середине XX века вышли работы геологов Дж. М. Лиса и Н. Л. Фолкена (1952), опровергшие теорию о первоначальном затоплении Южной Месопотамии. В 1960 году Джоан Оутс, обобщив большой археологический материал, показала последовательность трансформации материальной культуры при переходе от Убейда к Уруку и поставила под сомнение связь начала урукского периода с прибытием шумеров. Во второй половине XX века была выделена особая переходная фаза между Убейдом и Уруком (Убейд 5), ещё более смягчавшая картину перехода от одной фазы к другой. В итоге, к концу XX века среди археологов возобладала точка зрения об относительно плавной эволюции материальной культуры Южной Месопотамии и о том, что среди древнейшего — убейдского населения Южной Месопотамии уже могли быть протошумерские элементы. При этом вопрос о более раннем, аборигенном (доубейдском) населении Южной Месопотамии остаётся открытым: раскопкам там препятствуют колоссальный по мощности слой речных наносов и высокий уровень грунтовых вод. Некоторые, преимущественно спекулятивные предположения отталкиваются от геологических данных, которые указывают на существование в плейстоценовую эпоху гигантского оазиса на месте современного Персидского залива, впоследствии затопленного; предполагается, что он мог быть древнейшим очагом населения в регионе и посредником в миграций ранних групп населения там на заре истории. К пережиткам воспоминаний об этом оазисе иногда относят шумерские легенды о «потерянном рае» — Дильмуне, фигурирующем как прародина человечества (и шумеров в частности); Дильмун известен также в источниках исторического времени, где отождествляется с Бахрейном, однако месопотамские находки там моложе, чем в самой Месопотамии. Тем не менее, известные на сегодняшний день древнейшие артефакты с территории Шумера не обнаруживают надёжной связи с другими прибрежными культурами прибрежных районов Персидского залива — Восточной Аравии и соответствующей части Ирана.

## Наследие
Шумерскую цивилизацию называют первой цивилизацией в истории человечества; традиционно с шумерами связывается изобретение письменности, колеса, гончарного круга, первых городов, древнейших научных знаний и традиций (деление круга на 360 градусов, созвездий зодиака и т. д.), а также ряда расхожих мифологических сюжетов (включая библейский миф о Потопе).